# Gracemont (Oklahoma)
Gracemont es un pueblo ubicado en el condado de Caddo en el estado estadounidense de Oklahoma. En el año 2010 tenía una población de 318 habitantes y una densidad poblacional de 795 personas por km².

## Geografía
Gracemont se encuentra ubicado en las coordenadas 35°11′16″N 98°15′31″O / 35.18778, -98.25861 (35.187872, -98.258633).

## Demografía
Según la Oficina del Censo en 2000 los ingresos medios por hogar en la localidad eran de $21,875 y los ingresos medios por familia eran $34,167. Los hombres tenían unos ingresos medios de $24,792 frente a los $18,000 para las mujeres. La renta per cápita para la localidad era de $13,026. Alrededor del 19.5% de la población estaban por debajo del umbral de pobreza.